# Дъблин
Вижте пояснителната страница за други значения на Дъблин.
Дъ̀блин (на английски: Dublin; на ирландски: Baile Átha Cliath – Балъ Аахъ Клиъх) е столица и най-голям град на Република Ирландия. Разположен е в източната част на страната, при вливането на река Лифи в Ирландско море. Главен административен център е на едноименното графство Дъблин. Седалището на английското правителство в Ирландия е било в Дъблинския замък.
Населението му е 506 211 жители от преброяването през 2006, а с предградията (Адамстаун, Долки, Дън Лиъри, Дундрум, Лукън, Талат и Хоут) - 1 585 327.

## История
Столицата на Република Ирландия – Дъблин – съществува още от IX век. Градът е претърпял през вековете сложно развитие, изпълнено с бурни промени.
Началото му поставят викингите. Основан е през 841 г., под името Дъб Лин (което означава Черен вир), като нов град на южния бряг на река Лифи и е укрепен с ров и земен вал с дървена палисада отгоре. 

### Дъблин през Средновековието
Викингският (датски) Дъблин е средище на търговия с роби и занаятчийска дейност, включваща тъкане на вълна, изработка на гребени и други предмети от кости или еленови рога; в селището работят и ковачи и дърводелци, бижутери и кожари. Битът на жителите е примитивен, къщите - прости колиби от дърво и слама. Селището многократно е и възстановявано, през войните между ирландци и викинги и с времето се разраства до многобройното за епохата население от около 4000 души (XI век), ставайки най-големия и най-важен град в Ирландия. Градът постепенно се християнизира и при първият му епископ, назначен през 1028 г., е построена първата катедрала в Крайстчърч. През 1152 г. епископът на Дъблин е посветен в архиепископство, а между 1172 и 1191 г. катедралата в Крайстчърч е построена отново. В края на XI век около Дъблин са построени и каменни стени. Датчаните също така издигат и изкуствен хълм, където мъжете от града да разискват управлението. Към края на XI век жителите на Дъблин търгуват с английските градове Честър и Бристъл, а градът има предградие, северно от р. Лифи.
През 1166 г. Дермот Макмъроу, крал на Ленстър, е принуден да напусне кралството си и да избяга в чужбина, но към 1169 г. се завръща, подкрепен от нормандския (от Нормандия) граф на Пембрук, известен като Ричард Стронгбоу. Войските им нахлуват в Ирландия и когато приближават Дъблин, архепископът отива да преговаря, но през това време някои нормандски войници атакуват града, пробиват отбраната му и започват да избиват гражданите. Викингският крал и неговите последователи бягат по море. По-късно викингският крал се завръща в Ирландия с армия и се опитва да си върне Дъблин, но е посрещат от норманската армия и неговата е разбита, а той - пленен и екзекутиран. Местните ирландци, под командването на върховния си крал Рори О'Конър, обсаждат Дъблин, но норманите побеждават и тях. Междувременно Дермот Макмъроу умира (1171 г.) и Стронгбоу се обявява за крал на Ленстър. Боейки се, че Стронгбоу ще стане твърде могъщ и може да се нарече крал на Ирландия, английският крал Хенри II Плантагенет решава да го изпревари и сам нахлува в Ирландия. Повечето ирландски владетели (т.е. вождовете на местните кланове и господарите на феодални владения) му се подчиняват и той става лорд на Ирландия. Дава Дъблин на търговците от Бристол, които го правят своя колония. Впоследствие много хора от Бристъл и Югозападна Англия се заселват там. Векове наред Дъблин е управляван от англичани и от хора от английски произход. Местните викинги си устройват собствено предградие, в северната част на река Лифи, станало известно като Остмантаун ("остман" е стара дума за "викинг"), а по-късно - като Оксмантаун, където се изолират от англичаните.
Дъблин се разраства бързо и е възможно населението му да е достигнало 8000 души около началото на XIII век. През 1190 г. все още дървеният Дъблин е опустошен от пожар, но скоро е възстановен, а норманците построяват в него дървена крепост, която в началото на XIII век тя е реновирана, като каменна. През 1213 г. енорийската църква „Свети Патрик“ също е превърната в катедрала. Английският крал също така възстановява стените на Дъблин и ги укрепва. През 1229 г. Дъблин получава първия си кмет. По онова време градът развива значителна търговия. Внасят се желязо и керамика, както и вино от Франция, а се изнасят кожи, зърно и бобови растения. В Дъблин се провеждат седмични пазари, а след 1204 г. - и панаир (ежегоден неколкодневен пазар, посещаван от купувачи и продавачи от цялата страна). През 1224 г. е построен и водопровод, който да довежда прясна вода до Дъблин.
През XIV век главните улици на града са павирани, но - типично за времето - животът си остава нехигиеничен. Предвидените глоби за неудобства, като купчини тор пред къщите и задължаването на всеки домакин да почиства улицата пред къщата си, вероятно не са били достатъчни за постигане на обратното. През 1305 г. градът назначава трима пазачи, които да патрулират по улиците през нощта, но и тяхната ефективност е съмнителна.
След победата си при Банокбърн през 1314 г., шотландците нахлуват в Ирландия и Дъблин е обсаден от шотландска армия (1317 г.) Полагат се отчаяни усилия за ремонт на стените около Дъблин, а мостът над река Лифи е разрушен, за да се попречи на шотландците да го използват (по-късно е възстановен, но векове наред остава единствен). Накрая властите подпалват предградията на Дъблин (за да не осигурят прикритие на настъпваща армия), но пожарът излиза извън контрол и унищожава много повече сгради, отколкото е било предвидено. Скоро след това шотландците се отказват от обсадата.

### Модернизации през XVI век и XVII век
През XVI век Дъблин процъфтява и сред висшата и средната класа се наблюдава впечатляващо покачване на жизнения стандарт. Един писател казва, че те живеят в къщи, „толкова надминаващи предците им, че предпочитат да бъдат друг и нов народ, отколкото потомци на старите“. Например, считаните пред това за слабодостъпен лукс стъклени прозорци, както и комините, стават често явление. Просяците обаче също не са малко, включително - просещи пришълци от околните провинции. Градът е все така мръсен, несигурен и нехигиеничен и го сполитат опустошителни чумни епидемии, както и тежки инциденти, като трагедията, случила през 1596 г., при когато магазин за барут на улица „Уайнтавърн“ избухва и повече от 120 души са убити.
През 1537 г. в Дъблин избухва бунт, след като лорд-наместникът на Ирландия (наместникът на английския крал) е повикан в Лондон, а назначеният от него за виценаместник негов син, младият лорд Фицджералд, чува, че той е екзекутиран. По време на заседание на съвета на града влиза в залата и се отказва от лоялността си към английския крал, след това напуска Дъблин, за да събере подкрепа. Пуснат е обратно, но войници, лоялни на краля, се оттеглят в замъка и прогонват бунтовниците. Те пък убиват архиепископа, с което губят обществената си подкрепа. Фицджералд праща малък отряд да обсади замъка и напуска Дъблин, за да се бие другаде, но местните успяват да прогонят хората му, както и него самия, когато се завръща за нов опит да превземе града. Бунтът е потушен от подкрепления, пристигнали от Англия, а Фицджералд е екзекутиран.
Дъблинчани подкрепят Хенри VIII, когато се обявява за глава на Църквата (във владенията си - Англиканска църква) и недоволстват, когато затваря, както мъжките, така и женските манастири (вероятно - и когато премахва култа към мощите), но общо взето Реформацията (при неговото и на сина му Едуард VI и дъщеря му Елизабет I управления) протича мирно в Дъблин, а и не се провежда така радикално и пълно в Ирландия, както в Англия. Повечето хора продължават да практикуват старокатолическа религия. Английската корона започва да налага пълен контрол на острова едва след Реформацията, когато съмнителна лоялност на ирландските васали предизвиква поредица от военни кампании между 1534 и 1691 година. През този период англичаните провеждат политика на активна колонизация, като в страната се заселват голям брой английски и шотландски протестанти. Голяма част от старата англоговореща аристокрация в страната остава католическа, като основното вътрешно противопоставяне все повече се превръща от езиково в религиозно. През 1613 година, чрез преразпределяне на избирателните райони в интерес на протестантите, католиците, около 85% от населението по това време, губят мнозинството си в Парламента на Ирландия. В края на века вече официално им е забранено да бъдат избирани в Парламента. Политическата власт преминава в ръцете на колонистите англикани, а католическото мнозинство е подложено на силна политическа и икономическа дискриминация. През 1801 година Парламентът е премахнат и Ирландия става част от новото Обединено кралство Великобритания и Ирландия. Католиците получават правото да бъдат избирани в парламента на Обединеното кралство през 1829 година, но избирателните им права са силно ограничени с имуществен ценз. През 1591 г. кралица Елизабет издава харта за нов университет, Тринити Колидж. Първите студенти са приети през 1594 г.
През  XVII век Дъблин продължава да расте. Построени са много нови къщи, градът се благоустроява, а населението на първо време значително нараства и към 1640 г. вероятно е имал население от около 20 000 души, въпреки че през 1604 г. отново е поразен от чумата. След Английската гражданска война от 1642 – 1646 г. обаче голяма част от местните католици, заподозрени в нелоялност, са изгонени от Дъблин, а през 1650 г. поне половината от населението му е пометено от нова чумна епидемия, дори дотам, че за Дъблин вече се говори, като за „изключително обезлюден“; през 1659 г. е с по-малко от 9000 души. Въпреки това опустошение Дъблин се възстановява и процъфтява в края на XVII век, което вероятно е свързано с емиграцията в него на френски протестанти (хугеноти), пристигнали в Дъблин, бягайки от религиозно преследване. Тя способства за разрастване на индустрията в района и на търговията му с и Англия с вълна и лен. Междувременно в града се извършват редица подобрения, сред които първото му улично осветление - постановено е, че пред всяка пета къща през нощта трябва да се окачва свещ или фенер. През 1621 г. е и построена митница, а през 1637 г. - първият театър в града (на улица „Уербърг“). През 1662 г. паркът Финикс е превърнат в парк за елени. В средата на XVIII век той се превръща в популярно място за разходки.

През 1665 г. кметът на Дъблин става лорд-кмет (лорд-меър) и през 1669 г. открива училището „Синьо палто“. През 1670 г. закон забранява на новите къщи да имат сламени покриви поради опасност от пожар. Оттгова новите къщи обикновено са били от тухли с керемидени покриви. Толсел, кметството, е построено наново през 1682 г., а през 1685 г. е построена Кралска болница за стари войници, впоследствие преобразувана в Ирландски музей на модерното изкуство. Изграден е и вторият в историята на Дъблин мост (1670 г.). Също така започва да се издава местен вестник - през 1685 г. 
- „Къстъм хаус“
- Паметник и улица Даниел О'Конъл, Дъблин
- „Скулптура, Тринити Колидж Дъблин“
- „Трамвай и автобус в Дъблин, Ирландия“
- „Книгата на Келс в Тринити Колидж Дъблин“
- „Летище Дъблин“

### Бедност и богатство в XVIII век и XIX век
Към 1700 г. Дъблин има около 60 000 жители и продължава да расте бързо. Условията на живот в града продължават да се подобряват през XVIII век, поне за средната и висшата класа и той придобива все по-изискан вид. В средата на XVIII век Финикс парк се превръща в модерно място за разходки на заможните хора, други устроени през това столетие паркове са Градините Ранелаг и Ботаническата градина в Дъблин, както и Сейнт Стивънс Грийн. Библиотеката на Марш е построена през 1701 г., през 1711 г., Дъблин получава първата си пожарна, а църквата „Света Анна“ е построена през 1720 г. Колеж-паркът е основан през 1722 г. През 1773 г. училището „Синьо палто“ е построено наново. 
Гранд-каналът е открит през 1779 г., а мостът О'Конъл е построен през 1790 г. В града е имало и значителна индустрия за производство на дилижанси. В средата на XVIII век тези пощенски и пътнически колесници започват да се движат от Дъблин до други градове като Килкени, Корк и Белфаст. Имало е и много носилки за заможните. Бедните в града обаче все още са многобройни. За да ограничи мизерията им през 1703 г. Ирландският парламент приема закон за построяването на работна къща, където да бъдат настанявани и хранени (и където да работят срещу това). През 1729 г. на улица „Джеймс“ е открит дом за намерени деца (сиропиталище), с каквито градът изобилства. Основани са и няколко болници, включително: „Джервис“ - открита през 1721 г., „Мърсърс“ - основана през 1734 г. от Мери Мърсър, болницата за психично болни „Сейнт Патрикс“  - построена през 1745 г., родилната болница „Ротонда“ - през 1752 г. През 1794 г. е основан диспансер, за раздаване на безплатни лекарства на твърде бедните, за да си ги купят. През този век в Дъблин се учредяват и полиция и затвор. Междувременно, бирата "Гинес" е сварена за първи път в Дъблин през 1759 г.
Дъблин се разраства бързо през XVIII век. Улици като улица „Онгиер“, улица „Къф“ и улица „Доусън“ са построени в началото на века. През 1757 г. Ирландският парламент приема закон, с който се създава орган от мъже с правомощия да разширяват улиците. През 1773 г. е сформиран орган от мъже с правомощия да павират, почистват и осветяват улиците на Дъблин, прехвърлени на градския съвет през 1851 г. Площад „Мериън“ е построен през 1762 г. Сградата на Парламента, ново място за срещи на Ирландския парламент, е построена през 1735 г., а Сградата на Ленстър, по-късният дом на Ирландския парламент - през 1745 г. за херцога на Ленстър. Нова митница е построена през 1791 г. Също тогава - Кралската борса, по-късно (1852 г.) - превърната в кметство. 
Към 1800 г. населението на Дъблин вече се е увеличило до около 180 000 души, а в града продължава да се шири характерната за епохата потресаваща бедност. За злочестините на населението допринася и липсата на канализация. В началото на XIX век така е била проложена само в кварталите на средната класа в Дъблин, докато бедните райони не са можели да плащат съответните такси. Освен това царят скитничество, безработица и глад. От 1838 г. в Дъблин има работни домове (working houses), където бедните са били хранени и настанявани, но във времето на Картофения глад, те са препълнени от бедстващи провинциалисти (въпреки че населението на Ирландия рязко намалява заради масовия глад, това на Дъблин се е увеличава поради многото гладуващи хора, придошли там). Тази и други са причините положението с жилищата е плачевно. Често се случва многолюдни семейства да живеят само в една стая, облеклото на нисшите класи е окаяно, а по хората масово паразитират въшки, разпространяващи тиф (наричан и „голова треска“ и често срещан в тогавашните затвори). За борба с тази и други подобни морящи народа болести, през 1803 и 1804 г. в Дъблин са открити болници за хора с треска. Създават се и кухни за бедни, разположени по улиците, за да се опитват да ги изхранят. През 1855 г. обаче е спрян Дъблинският панаир, който се е провеждал в Дъблин всяка година от XIII век. За сметка на това, през 1892 г. е открит нов пазар за плодове и зеленчуци, а през 1897 г. – нов рибен пазар.
Все пак през XIX век условията в Дъблин постепенно се подобряват, градът е значително благоустроен. В началото му през река Лифи са построени и открити няколко нови моста: О'Донован Роса - през 1813 г., Ха'пени (наричан още мост Лифи) - през 1816 г., Кингсбридж (името му по-късно е променено на мост Хюстън) - през 1828 г., мостът „Кралица Виктория“ (преименуван на мост Рори О'Мор) - през 1859 г. Канализацията също е разширена (през 50-те, 60-те и 70-те години на XIX век). Кралският канал е открит през 1817 г. Транспортът е въобще подобрен. Железопътната линия достига Дъблин през 1834 г., когато е построена линия до Кингсбридж. Автобусите с конска тяга започват да се движат в града през 1840 г., последвани от подобни трамваи през 1872 г. Макар, че електрическото осветление е рядка новост до началото на XX век, през 1881 г. в Дъблин вече има електрически лампи, а преди това още през 1824 г. в града е построен газов завод и от 1825 г. газът се използва за осветление на улиците.
През 1808 г. е издигната колона със статуя на адмирал Хорацио Нелсън на върха (но е разрушена през 60-те години на XX век). През 1882 г. на улица О'Конъл е издигнат паметник на титуляра й. През 1825 г. е построена протестантската катедрала „Света Мария“, а през 1832 г. е открито католическото гробище " Гласневин". Работи се и по образоването и окултуряването на населението. През 1830 г. е във Финикс парк е открита местна зоологическа градина; Градините Портобело са открити като парк през 1839 г. Националната галерия на Ирландия - през 1864 г. Театър „Гейети“ е открит през 1871 г., Националният музей на Ирландия - през 1890 г. През 1853 г. в Дъблин на Ленстър Лоун се провежда индустриална изложба, а през 1857 г. е открит природонаучен музей. Католическият университет в Дъблин е основан през 1845 г. На католиците е било разрешено да посещават Тринити Колидж след 1873 г., но те нямат одобрението на Католическата църква за това, чак до 1970 г.

### Дъблин през XX век и XXI век
Условията в Дъблин продължават да се подобряват през XX век, макар че в началото му в града все още има ужасяваща бедност, като може би 1/4 от семействата живеят в по 1 стая. През 1912 г. започва разрушаването на бедняшки квартали, при което къщите северно от Лифи са разрушени и заменени с истински къщи. Разчистването на бедняшки квартали в голям мащаб започва през 30-те години на XX век и продължава през 40-те и 50-те години на XX век. През 60-те и 70-те години на XX век се провежда реконструкция на центъра на града, част от която е противоречива, тъй като включва разрушаване на красиви стари сгради. В края на XX век населението на центъра на града намалява, тъй като районите с бедняшки жилища са разрушени и заменени от нови комплекси в покрайнините на града, но през 90-те години в центъра на града са построени нови апартаменти.
Нова канализационна мрежа е построена в Дъблин през 1892 – 1906 г. Прокарват се и още мостове: Бът - през 1932 г., Талбът Мемориал - през 1978 г., мостът Франк Шеруин Мемориал - през 1982 г., платеният мост Ийст Линк - през 1985 г. В началото на 90-те години на XX век е построен и околовръстен път около Дъблин. Междувременно, през 1904 г. е построен театър „Аби“, а през 1930 г. - театър „Гейт“.  През 1907 г. в парк „Хърбърт“ се провежда Ирландското международно изложение (изложение на промишлени и търговски стоки).
На 24 април 1916 г. и в следващите 6 дни в Дъблин се състои Великденското въстание (по време на Страстната седмица). Въстанието е предприето от ирландски републиканци с цел прекратяване на британското управление в страната и установяване на независима ирландска република, докато Обединеното кралство е силно ангажирано с Първата световна война. Това е най-значимото въстание в Ирландия след бунта от 1798 г. и първата въоръжена акция на ирландския революционен период. Организирано е от седемчленния военен съвет на Ирландското републиканско братство. Членове на Ирландските доброволци, ръководени от учителя и ирландски активист Патрик Пиърс, придружени от по-малката Ирландска гражданска армия на Джеймс Конъли и 200 жени от Cumann na mBan, завземат ключови места в Дъблин и обявяват Ирландска република. Британската армия навлиза с хиляди войници, подкрепени с артилерия и военен кораб. Води се ожесточена улична борба по улиците в центъра на града, където бунтовниците оказват твърда съпротива, като забавят британското напредване, което дава тежки жертви. На други места в Дъблин боевете се състоят главно от снайперистки битки и далекобоен обстрел. Основните позиции на бунтовниците постепенно са обкръжени и бомбардирани с артилерия. Въстанието е потушено към края на седмицата. Бунтовниците окупират пощата на улица „О'Конъл“, където техният лидер Патрик Пиърс обявява Ирландската република. Британците обаче потушават бунта и бунтовниците се предават на 29 април, след което са съдени и 15 от тях са екзекутирани. Общественото мнение в Ирландия е ужасено и отчуждено от екзекуциите. 
През май 1941 г. германците бомбардират Дъблин, убивайки 28 души.
През 1934 г. е сформирано Обществото на Стария Дъблин. Гражданският музей в Дъблин е открит през 1953 г., а през 1962 г. - Музеят на Джеймс Джойс, през 1985 г. - Еврейският музей. През 1991 г. е открит Музеят на писателите в Дъблин, както и Ирландският музей на модерното изкуство.  
През 1966 г. е открита Градина на паметта за всички загинали в борбата за независимост, а през 1976 г. е основано Обществото на средновековния Дъблин. През 1975 г. е създаден Дъблинският институт за висше образование, преименуван на "Дъблински градски университет" през 1990 г. 
През 1988 г. градът празнува своето хилядолетие. (Всъщност Дъблин е основан през 841 г., но през 988 г. ирландски крал принуждава жителите на града да му плащат данъци, т.е. тази година бележи само началото на Дъблин като ирландски град). Също през 1988 г. на улица „О'Конъл“ е построен фонтанът „Ана Ливия“. Статуя на Джеймс Джойс е издигната на улица „Ърл Норт“ през 1990 г. След 1991 г. Темпъл Бар е реновиран. Улиците са пешеходни и сега в него се намират барове, магазини, ресторанти и художествени галерии. Освен това, родното място на Джордж Бърнард Шоу в Дъблин е отворено за обществеността през 1993 г. Пак тогава е открит Дъблиния, Музей на средновековна Ирландия. През 1997 г. е открит посетителски център в митницата. Междувременно, през 1981 г., търговски център Powerscourt е открит в къща, построена през 1774 г., друг - St Stephens Green - е построен в края на 80-те години на XX век, а търговският център Jervis Street е открит през 1996 г.
В края на XX век традиционни индустрии като текстил, пивоварство и дестилация западат, но градският съвет построява нови индустриални зони в покрайнините на града и се появяват нови индустрии като електроника, химикали и инженерство.
През 2000 г. в града е открит нов пешеходен мост - Мостът на хилядолетието, през река Лифи, а през 2003 г. е издигнат Шпилът. Трамваите се завръщат в Дъблин през 2004 г. Конгресният център в Дъблин отваря врати през 2010 г., както и театър „Борд Гайс Енерджи“. Въобще през XXI век Дъблин продължава да процъфтява и населението му през 2022 г. достига 592 000 души.
В Дъблин има 6 популярни футболни отбора, състезаващи се в ирландските Премиър лига и Първа дивизия: ФК Бохемиън, ФК Сейнт Патрикс Атлетик, ФК Спортинг Фингал, ФК Шамрък Роувърс, ФК Шелборн и АФК Юнивърсити Колидж Дъблин.

## Известни личности
Родени в Дъблин
- Бърти Ахърн (р. 1951), политик
- Френсис Бейкън (1909 – 1992), художник
- Самюъл Бекет (1906 – 1989), писател
- Боно (р. 1960), музикант
- Едмънд Бърк (1729 – 1797), философ
- Карън Гилис (р. 1974), писателка
- Лени Ейбрахамсън (р. 1966), режисьор
- Рекс Инграм (1892 – 1950), режисьор
- Уилям Бътлър Йейтс (1865 – 1939), поет
- Марина Кар (р. 1964), писателка
- Марк Кели (р. 1961), рокмузикант
- Джон Конъли (р. 1968), писател
- Алън Кънингам (1887 – 1983), генерал
- Шеридан Ле Фаню (1814 – 1873), писател
- Айрис Мърдок (1919 – 1999), писателка
- Пиърс О'Махони (1850 – 1930), благородник, българофил
- Майкъл Скот (р. 1959), писател
- Алва Смит (р. 1946), общественичка
- Брам Стокър (1847 – 1912), писател
- Джонатан Суифт (1667 – 1745), писател
- Оскар Уайлд (1854 – 1911), писател
- Джим Шеридан (р. 1949), режисьор
- Ричард Шеридан (1751 – 1816), писател
- Джордж Бърнард Шоу (1856 – 1950), драматург

Починали в Дъблин
- Шеридан Ле Фаню (1814 – 1873), писател
- Джак Линч (1917 – 1999), политик
- Джонатан Суифт (1667 – 1745), писател
- Пиърс О'Махони (1850 – 1930), благородник, българофил

Други хора, свързани с Дъблин
- Джеймс Джойс (1882 – 1941), писател и поет. Вселената в неговите творби е здраво установена в Дъблин и отразява живота му в семейството и случки и приятели (и врагове) от неговите ученически и студентски години. Действието на романа „Одисей“ се развива с точност в истинските улици и улички на града.
- Ения (р. 1961), певица и музикантка, живее в града от 1982 г.
- Адам Клейтън (р. 1960), британски музикант, живее в града от 1965 г. заедно с останалите си колеги от Ю Ту: Боно, Лари Мълън Джуниър и Дейв „Едж“ Евънс
- Найл Хоран (р. 1993), певец

## Побратимени градове
- Барселона, Каталония, Испания от 1998 г.
- Будапеща, Унгария
- Ливърпул, Англия
- Мацуе, Япония
- Сан Хосе, Калифорния, САЩ